# أندروود دودلي
أندروود دودلي (بالإنجليزية: Underwood Dudley)‏ هو رياضياتي أمريكي، ولد في 6 يناير 1937 في نيويورك في الولايات المتحدة.
اشتهر بمؤلفاته التي تصف مهووسي الرياضيات ومحاولاتهم لحل المسائل الرياضية التي ثبت استحالة الحصول على حل لها بطرق معينة.